# Pêcheur de la mer intérieure
Pêcheur de la mer intérieure (titre original : A Fisherman of the Inland Sea) est un recueil de nouvelles d'Ursula K. Le Guin paru aux États-Unis en 1994 et en France en 2010. Il comprend une préface (« Raisons de ne pas lire de science-fiction ») et huit nouvelles.

## Liste des nouvelles
- Première rencontre avec les Gorgonides, 2010 ((en) The First Contact with the Gorgonids, 1991)
- Le Sommeil de Newton, 2010 ((en) Newton's Sleep, 1991)
- L'Ascension de la face nord, 2010 ((en) The Ascent of the North Face, 1983)
- La Première Pierre, 2009 ((en) The Rock That Changed Things, 1992)
- Le Kerastion, 2010 ((en) The Kerastion, 1990)
- L'Histoire des Shobies, 2010 ((en) The Shobies' Story, 1990)
- La Danse de Ganam, 2010 ((en) Dancing to Ganam, 1993)
- Le Pêcheur de la mer intérieure, 2010 ((en) Another Story or a Fisherman of the Inland Sea, 1994)

L'Histoire des Shobies, La Danse de Ganam et Un pêcheur de la mer intérieure relèvent explicitement du Cycle de l'Ékumen en explorant les conséquences d'une nouvelle machine : le Churten, prolongement de l'Ansible. Si l'ansible permet des communications instantanées d'une planète à l'autre, quel que soit le nombre d'années-lumière qui les sépare, le Churten permet des voyages instantanés. Ces trois nouvelles sont reprises dans le recueil L'Effet Churten, ActuSF, coll. « Hélios ».
Certaines figures narratives de ce recueil, principalement la planète O et son institution matrimoniale particulière, réapparaissent dans un autre recueil d'Ursula K. Le Guin : L'Anniversaire du monde.